# Sazae-san
Sazae-san (サザエさん) est un yonkoma (format en quatre cases, disposées à la verticale) manga de Machiko Hasegawa, publiée pour la première fois le 22 avril 1946 dans le Fukunichi Shinbun (フクニチ新聞), journal local de l'auteur. Lorsque le Asahi Shimbun lui propose de publier Sazae-san, Hasegawa emménage à Tokyo en 1949, expliquant que son personnage avait également quitté Kyūshū pour Tokyo. La série prend fin le 21 février 1974.
Sazae-san est adapté en une série animée diffusée sur Fuji Television tous les dimanches depuis octobre 1969. Elle entre en 2004 dans le Livre Guinness des records en tant que « série animée encore en cours la plus longue du monde ».

## Synopsis
La BD parle d'une famille japonaise de l'après-guerre, et expose les tracas et petites aventures d'une jeune femme, Sazae Isono, et de sa famille. Aussi, à l'instar des Simpson, les personnages de Sazae-San ne sont pas affectés par le vieillissement. Cela s'explique par la volonté de l'auteur de représenter chaque générations, à laquelle chaque lecteur peut s'identifier.

## Personnages

### Familles Isono et Fuguta
Sazae Fuguta (フグ田 サザエ, Fuguta Sazae) (née Isono (磯野))
Voix japonaise : Midori Katō
Le personnage principal. 24 ans (27 ans dans le manga), né le 22 novembre à Fukuoka. Au début, la mère de Sazae craignait qu'elle ne soit pas assez féminine pour attirer un mari, mais elle finit par épouser Masuo. Elle est très joyeuse mais se dispute toujours avec Katsuo.
Namihei Isono (磯野 波平, Isono Namihei)
Voix japonaise : Ichirō Nagai (1969–2014), Chafurin (2014–)
Père de Sazae et patriarche de la famille. Âgé de 54 ans. Né le 14 septembre. Il est très têtu. Il gronde toujours Sazae et Katsuo.
Fune Isono (磯野 フネ, Isono Fune) (née Ishida (石田))
Voix japonaise : Miyoko Asō (1969–2015), Yorie Terauchi (2015–)
La mère de Sazae. 52 ans (48 dans le manga); né le 11 janvier à Shizuoka. Elle est calme et a confiance en toute sa famille.
Masuo Fuguta (フグ田 マスオ, Fuguta Masuo)
Voix japonaise : Shinsuke Chikaishi (1969–1978), Hiroshi Masuoka (1978–2019), Hideyuki Tanaka (2019—)
Le mari de Sazae, employé de bureau. 28 ans (32 dans le manga). Né le 3 avril à Sumiyoshi-ku, Osaka. Après avoir épousé Sazae, il a emménagé avec sa famille. C'est une personne très sérieuse et calme.
Katsuo Isono (磯野 カツオ, Isono Katsuo)
Voix japonaise : Nobuyo Ōyama (1969-1970), Kazue Takahashi (1970–1998), Miina Tominaga (1998–)
Le petit frère espiègle de Sazae. Âgé de 11 ans. Il souffre souvent de la colère de sa sœur aînée Sazae, lorsqu'il refuse de faire ses devoirs ou insulte accidentellement d'autres invités. La même chose se produit lorsque Namihei, son père, découvre les mauvaises notes de Katsuo et lui fait la leçon. Son activité principale consiste à jouer au baseball avec ses amis.
Wakame Isono (磯野 ワカメ, Isono Wakame)
Voix japonaise : Yoshiko Yamamoto (1969–1976), Michiko Nomura (1976–2005), Makoto Tsumura (2005-)
La petite sœur de Sazae. 9 ans (7 ans dans le manga). C'est une gentille étudiante d'honneur. Ses principaux hobbies sont la lecture et la mode.
Tarao Fuguta (フグ田 タラオ, Fuguta Tarao)/Tara-chan (タラちゃん)
Voix japonaise : Takako Sasuga (ja) (1969–2023)
Fils de 3 ans de Sazae et Masuo. Il est né le 18 mars. Bien qu'il soit un bébé bien élevé, il peut être un peu têtu.
Tama (タマ)

## Distinctions
Sazae-san remporte le 8e Prix Bungeishunjū en 1962.
En 1991, le manga reçoit le Prix du ministre de l'Éducation de l'Association des auteurs de bande dessinée japonais.
L'anime entre en 2004 dans le Livre Guinness des records en tant que « série animée encore en cours la plus longue du monde »,.
Le 16 novembre 2008, Fuji Television diffuse le 3000e épisode télévisé pour fêter le 40e anniversaire de la série. Lors d'une émission spéciale, un épisode dans lequel Sazae-san porte cinq vêtements dessinés par des téléspectateurs est également diffusé[réf. nécessaire].
La série reçoit le prix spécial du Prix culturel Osamu Tezuka 2020 à l'occasion de ce qui aurait été le 100e anniversaire de l'autrice.